# Caperonia lutea
Caperonia lutea är en törelväxtart som beskrevs av Ferdinand Albin Pax och Käthe Hoffmann. Caperonia lutea ingår i släktet Caperonia och familjen törelväxter.
Artens utbredningsområde är Guyana. Inga underarter finns listade i Catalogue of Life.